# Okres Domažlice
Domažlice (Duits: Taus) is een district (Tsjechisch: Okres) in de Tsjechische regio Pilsen. De hoofdstad is Domažlice. Het district bestaat uit 85 gemeenten (Tsjechisch: Obec). Sinds 1 januari 2007 hoort de gemeente Černíkov niet meer bij dit district, maar bij de okres Klatovy.

## Lijst van gemeenten
De obce (gemeenten) van de okres Domažlice. De vetgedrukte plaatsen hebben stadsrechten. De cursieve plaatsen zijn steden zonder stadsrechten (zie: vlek).
Babylon - Bělá nad Radbuzou - Blížejov - Brnířov - Čermná - Česká Kubice - Díly - Domažlice - Drahotín - Draženov - Hlohová - Hlohovčice - Hora Svatého Václava - Horšovský Týn - Hostouň - Hradiště - Hvožďany - Chocomyšl - Chodov - Chodská Lhota - Chrastavice - Kanice - Kaničky - Kdyně - Klenčí pod Čerchovem - Koloveč - Kout na Šumavě - Křenovy - Libkov - Loučim - Luženičky - Meclov - Mezholezy (eerder okres Domažlice) - Mezholezy (eerder okres Horšovský Týn)  - Milavče - Mířkov - Mnichov - Močerady - Mrákov - Mutěnín - Nemanice - Němčice - Nevolice - Nová Ves - Nový Kramolín - Osvračín - Otov - Pařezov - Pasečnice - Pec - Pelechy - Poběžovice - Pocinovice - Poděvousy - Postřekov - Puclice - Rybník - Semněvice - Spáňov - Srbice - Srby - Staňkov - Stráž - Tlumačov - Trhanov - Úboč - Újezd - Únějovice - Úsilov - Velký Malahov - Vidice - Vlkanov - Všepadly - Všeruby - Zahořany - Ždánov
Domažlice · Klatovy · Plzeň-jih · -město · -sever · Rokycany · Tachov